# Carlos Urán
Urán  Arroyave est un nom espagnol. Le premier nom de famille, en général paternel, est Urán ; le second, en général maternel, souvent omis, est Arroyave.
Carlos Alberto Urán Arroyave, né le 6 janvier 1980 à Urrao (département d'Antioquia), est un coureur cycliste passé de la piste à la route en intégrant l'équipe cycliste 4-72 Colombia es Pasión, au début de la saison 2012.

## Repères biographiques

### Année 2012
Après quatre années passées en sélection nationale, à représenter la fédération colombienne dans de nombreuses compétitions sur piste, Carlos Urán abandonne les vélodromes pour signer avec la formation 4-72 Colombia es Pasión. Lors de cette première saison sur route, il remporte trois victoires. 

#### Vuelta al Valle
Le 29 février, il commence sa saison par la Vuelta al Valle, première course par étapes du calendrier national colombien. L'épreuve commence par un prologue disputé sous la forme d'une poursuite par équipes de trois coureurs sur le vélodrome Alcides Nieto Patiño de Cali, sur une distance de 2 000 mètres, soit huit tours. Le trio, composé de Sebastián Salazar, Carlos Urán et Juan Pablo Villegas, le remporte (ce dernier revêtant le maillot de leader). Deux jours plus tard, grâce au travail de ses coéquipiers qui annihilent toutes les tentatives d'échappée, il profite de sa pointe de vitesse pour remporter sa deuxième victoire en disposant au sprint d'un peloton groupé, à l'arrivée de la deuxième étape. Le lendemain, lors de l'étape de montagne, il finit 200e à une demi-heure du vainqueur, perdant toute chance de bien figurer au classement général final.

#### Tour de Colombie
Au mois de juin, il participe au Tour de Colombie. La première étape se termine par un sprint massif, qu'il remporte. Selon lui, mis à part ses succès internationaux sur la piste, il obtient, là, la plus belle victoire de sa carrière. Lors des interviews d'après-course, il confie avoir décidé d'abandonner la piste après les Jeux panaméricains de Guadalajara et d'avoir tout ce dont il rêvait en intégrant sa nouvelle formation. Il a travaillé dur, depuis la signature de son contrat en décembre, en salle de musculation, pour développer la puissance qui lui a permis d'obtenir ces résultats. Il remercie de la confiance que lui ont accordé son directeur sportif, Luis Fernando Saldarriaga et ses coéquipiers. Enthousiasmé par sa victoire, rendue possible par le travail de ces derniers et, surtout, de Juan Pablo Villegas, dans les derniers mètres, il louange Saldarriaga pour ses connaissances et sa bonne lecture de la course. Seul, Marco Zanotti l'empêche de récidiver lors de la septième étape, Urán devant se contenter de la deuxième place. Encore troisième du classement de la régularité à la veille de l'arrivée, il termine hors-délais le contre-la-montre de clôture et n'est pas classé.

#### Fin d'année et convalescence
Quelques jours avant le départ du Clásico RCN, il est renversé par une moto et est relevé avec une fracture du coccyx. Il dispute néanmoins les premières étapes de plat, avant d'abandonner (le jury des commissaires l'expulsant de la course pour avoir injurié et menacé un officiel). Sa fin d'année se partage entre physiothérapie, convalescence et retour progressif à l'entraînement.

### Année 2013
L'année 2013 de Carlos Urán n'est pas concluante. Une victoire très tôt dans la saison, puis quasiment plus rien, hormis un succès dans une course mineure.
Le calendrier cycliste colombien commence, véritablement, à la fin mars, par la Vuelta al Valle. Urán anticipe le sprint massif qui termine la première étape. Il règle assez facilement les meilleurs sprinteurs nationaux. Il faut attendre le mois de septembre pour le voir de nouveau lever les bras en vainqueur. Il bat au sprint une faible opposition, lors de la dernière étape de la Clásica de Facatativá.
Entre ces deux dates, les résultats de sa saison sont sans relief. Il fait partie du groupe qui dispute, au printemps, quelques épreuves en Espagne, mais il ne termine qu'une fois dans les vingt premiers (lors du sprint massif achevant le Tour de La Rioja). Et en juin, ce n'est pas mieux, il dispute son Tour national, mais dernier au classement général, il abandonne au cours de la sixième étape.

### Année 2014
Toujours dans la formation 4-72 Colombia, il dispute sa première course de l'année au Brésil. Cinq mois après sa dernière compétition, le Tour de Sao Paulo le voit terminer dans les profondeurs du classement. Pour la saison 2014, il souhaite améliorer le nombre de victoires qu'il obtint les années précédentes et continuer à faire bénéficier de ses compétences son équipe.

## Palmarès sur piste

### Championnats du monde
- Pruszków 2009
  - 10e de la poursuite par équipes (avec Juan Esteban Arango, Arles Castro et Edwin Ávila) (éliminé au tour qualificatif)[18].
  - 10e de la course scratch[19].
  - 18e de la course à l'américaine (avec Juan Esteban Arango)[20].
- Apeldoorn 2011
  - 4e de la course scratch[21].
  - 9e de la course à l'américaine (avec Weimar Roldán)[22].

### Coupe du monde
- 2008-2009
  - 2e de la course à l'américaine à Cali (avec Juan Esteban Arango)
- 2009-2010
  - 3e de la course à l'américaine à Cali (avec Carlos Ospina)

### Championnats panaméricains
- Montevideo 2008
  -  Médaillé d'or de la poursuite par équipes
  -  Médaillé d'or de la course omnium
  -  Médaillé de bronze de la course scratch
- Aguascalientes 2010
  -  Médaillé d'or de la course omnium
- Medellín 2011
  -  Médaillé d'or de la course scratch
  -  Médaillé de bronze de la course omnium

### Jeux sud-américains
- Medellín 2010
  -  Médaillé d'or de la course omnium

### Championnats nationaux
- Pereira 2007
  -  Médaillé d'or de l'omnium[23].
- Medellín 2010
  -  Médaillé d'or de la poursuite par équipes (avec Jaime Suaza, Arles Castro et Weimar Roldán)[24].
  -  Médaillé d'argent de l'omnium[25].
- Bogota 2011
  -  Médaillé d'or de la poursuite par équipes (avec Arles Castro, Weimar Roldán et Juan Esteban Arango)[26].
  -  Médaillé d'argent de l'omnium[27].
- Medellín 2014
  -  Médaillé d'argent de la poursuite par équipes (avec Jordan Parra, Pedro Nelson Torres et Camilo Suárez)[28].
- Cali 2015
  -  Médaillé d'argent de la poursuite par équipes (avec Pedro Nelson Torres, Camilo Pedroza et Carlos Ospina)[29].
  -  Médaillé d'argent de l'omnium[30].
- Cali 2017
  -  Médaillé d'or de l'omnium[31].
  -  Médaillé d'argent de la poursuite par équipes (avec Edwin Ávila, Jordan Parra et Wilmar Molina)[32].
- Cali 2018
  -  Médaillé de bronze de la poursuite par équipes (avec Jordan Parra, Juan Esteban Guerrero et Wilmar Molina)[33].
- Cali 2019
  -  Médaillé d'argent de la course à l'américaine (avec Pedro Nelson Torres)[34].
- Juegos Nacionales Cali 2019
  -  Médaillé d'argent de la poursuite par équipes des XXI Juegos Deportivos Nacionales (avec Edwin Ávila, Jordan Parra et Wilmar Molina)[35].
- Juegos Nacionales Eje Cafetero 2023
  -  Médaillé d'argent de la course à l'américaine des XXII Juegos Deportivos Nacionales (avec Jhonatan Restrepo)[36].

## Palmarès sur route
- 2012
  - 1re étape du Tour de Colombie

## Classements mondiaux
| Année            | 2014 |
| ---------------- | ---- |
| UCI America Tour | 357e |